# Tholera nigrescens
Tholera nigrescens là một loài bướm đêm trong họ Noctuidae.